# Santa Cecília (kommun i Brasilien, Santa Catarina, lat -26,93, long -50,46)
Santa Cecília är en kommun i Brasilien.   Den ligger i delstaten Santa Catarina, i den södra delen av landet, 1 300 km söder om huvudstaden Brasília. Antalet invånare är 15 740.
Följande samhällen finns i Santa Cecília:
- Santa Cecília

I omgivningarna runt Santa Cecília växer i huvudsak städsegrön lövskog. Runt Santa Cecília är det glesbefolkat, med 13 invånare per kvadratkilometer.